# Carlos Sadir
Carlos Alberto Larin (San Salvador de Jujuy, Jujuy; 24 de septiembre de 1958) es un contador público y político argentino que actualmente se desempeña como gobernador de la Provincia de Jujuy por el frente Cambia Jujuy.

## Biografía
Nació el 24 de septiembre de 1958 en San Salvador de Jujuy y estudió en la Universidad Nacional de Jujuy la carrera de contaduría recibiéndose como contador público nacional en 1983. Sus padres eran comerciantes que vendían ropa de gaucho y actualmente tiene un restaurante en el "Dique La Ciénaga", ubicado en la ciudad de El Carmen, al que solía atender personalmente.
Empezó a militar políticamente en la agrupación política universitaria de la Franja Morada en la UNJu donde conoció a Gerardo Morales con el que construyó un fuerte vínculo político.
En la función pública se inició como auditor del Tribunal de Cuentas de la provincia, donde llegó a jefe de división de auditores de ese organismo de control.
Luego ocupó un cargo en el área de Hacienda del municipio capitalino en la gestión radical del extinto Hugo Cid Conde. Más tarde ocupó cargos en la primera gestión del intendente Raúl "Chuli" Jorge.
En 2011 Sadir fue electo concejal, y fue reelecto en 2015; fue presidente del Concejo Deliberante de San Salvador hasta mayo de 2016, momento en el que renuncia para irse al gabinete provincial.
El 31 de mayo de 2016 asumió en la cartera de Hacienda de la provincia, reemplazando a Carlos Alfonso, primer ministro en esa área en la primera gestión de Gerardo Morales, quien asumió por primera vez en diciembre de 2015. Desde entonces Sadir acompaña al gobernador en la gestión y es el funcionario de extrema confianza de Morales.
Sadir fue el protagonista de importantes negociaciones para la realización de obras públicas en Jujuy. Obtuvo el financiamiento chino para el Parque Solar Cauchari y viajó a Suiza, Inglaterra y Estados Unidos para llevar a cabo nuevas negociaciones para conseguir inversiones que se extenderán durante su mandato.
A pesar de ese perfil técnico, Sadir no escapa a la rosca y disputa con distintos actores políticos. Cuando ocupaba la secretaría de Finanzas de la Municipalidad de San Salvador de Jujuy, se enfrentó a la líder de la Tupac, Milagro Sala. También, tuvo roces con los docentes y empleados públicos de la provincia: ya en el gabinete de Morales, mostró “mano dura” en las negociaciones por los salarios.
En el año 2023, Morales lo elige como su sucesor para la gobernación jujeña y se presenta oficialmente como candidato a gobernador por el frente Cambia Jujuy acompañado por el legislador provincial Alberto Bernis como vicegobernador. En dichas elecciones realizadas el 7 de mayo de 2023 la fórmula Sadir-Bernis logró un total de 196.714 votos que significaban casi el 50% de los votos superando por una amplia diferencia a Rubén Rivarola, legislador justicialista y a Alejandro Vilca, diputado nacional de izquierda.
El 4 de enero de 2024, dos hombres (Nahuel Morandini y Humberto Villegas) fueron detenidos a partir de una denuncia de Tulia Snopek, cónyuge de Morales, por hacer chistes en redes sociales sobre su supuesta infidelidad. La denuncia fue por "lesiones psicológicas" y "alteración de la identidad de una menor", refiriéndose a la hija de Snopek. Al 23 de febrero, ambos permanecían en prisión preventiva, lo que generó críticas por parte de especialistas en Derecho, mientras que Sadir negó estar involucrado, a pesar de que el Concejo Provincial de la Mujer es querellante en la causa.

### Gobernador de Jujuy

#### Gabinete gubernamental
| Gabinete gubernamental                                               | Gabinete gubernamental    | Gabinete gubernamental               |
| Cartera                                                              | Titular                   | Período                              |
| -------------------------------------------------------------------- | ------------------------- | ------------------------------------ |
| Jefatura de Gabinete de Ministros                                    | Héctor Freddy Morales     | 10 de diciembre de 2023 - actualidad |
| Ministerio de Gobierno, Justicia y Derechos Humanos                  | Normando Álvarez García   | 10 de diciembre de 2023 - actualidad |
| Ministerio de Ambiente y Cambio Climático                            | María Inés Zigaran        | 10 de diciembre de 2023 - actualidad |
| Ministerio de Cultura y Turismo                                      | Carlos Posadas            | 10 de diciembre de 2023 - actualidad |
| Ministerio de Desarrollo Económico y Producción                      | Juan Carlos Abud Robles   | 10 de diciembre de 2023 - actualidad |
| Ministerio de Desarrollo Humano                                      | Marta Itati Russo Arriola | 10 de diciembre de 2023 - actualidad |
| Ministerio de Educación                                              | Miriam Serrano            | 10 de diciembre de 2023 - actualidad |
| Ministerio de Hacienda y Finanzas                                    | Eduardo Cardozo           | 10 de diciembre de 2023 - actualidad |
| Ministerio de Infraestructura, Servicios Públicos, Tierra y Vivienda | Carlos Gerardo Stanic     | 10 de diciembre de 2023 - actualidad |
| Ministerio de Planificación Estratégica y Modernización              | Isolda Calsina            | 10 de diciembre de 2023 - actualidad |
| Ministerio de Seguridad                                              | Ernesto Guillermo Corro   | 10 de diciembre de 2023 - actualidad |
| Ministerio de Salud                                                  | Gustavo Bouhid            | 10 de diciembre de 2023 - actualidad |